# Міжгалогенні сполуки
Міжгалоге́нні сполу́ки (і́нтергалоге́нні сполу́ки, і́нтергалогені́ди) — сполуки, що складаються виключно з атомів галогенів (Флуору, Хлору, Брому, Йоду й Астату).
Прийнято вважати, що до цього ряду належать лише бінарні сполуки, та є дані і про існування сполук з трьома елементами. Оскільки позитивними ступенями окиснення у галогенів є +1, +3, +5 і +7, склад бінарних сполук відповідає загальним формулам AB, AB3 AB5 і AB7, де B є більш легким атомом.

## Представники

### Двоатомні сполуки
|                   |  |                 |
| Хлорид брому BrCl |  | Хлорид йоду ICl |

Серед стабільних елементів (F, Cl, Br, I) існують усі 6 можливих варіацій сполук: ClF, BrF, IF, BrCl, ICl, IBr. Першим з представників був синтезований ICl — у 1813—1814 роках, незалежно Гемфрі Деві та Жозефом-Луї Гей-Люссаком.
ClF є надзвичайно стабільним, IBr і ICl є помірно стійкими і можуть бути виділені у вигляді кристалів, BrCl поступово розкладається на прості речовини, а BrF і IF швидко диспропорціонують на вищий флуорид і просту речовину (Br2 та I2 відповідно).
|                  | ClF            | BrF                  | IF           | BrCl                   | ICl                           | IBr            |
| ---------------- | -------------- | -------------------- | ------------ | ---------------------- | ----------------------------- | -------------- |
| Вигляд           | Безбарвний газ | Блідо-коричневий газ | Нестабільний | Червоно-коричневий газ | Червоні кристали              | Чорні кристали |
| Тпл, °C          | -155,6         | прибл. -33           | —            | прибл. -66             | 27,2 (α-форма) 13,9 (β-форма) | 41             |
| Ткип, °C         | -100,1         | прибл. 20            | —            | прибл. 5               | 97—100                        | прибл. 116     |
| ΔHf298, кДж/моль | -56,5          | -58,6                | -95,4        | 14,6                   | -35,3 (α-форма)               | -10,5          |

Додатково, для малостабільного елементу Астату відомі двоатомні галогеніди AtCl, AtBr і AtI.

### Чотириатомні сполуки

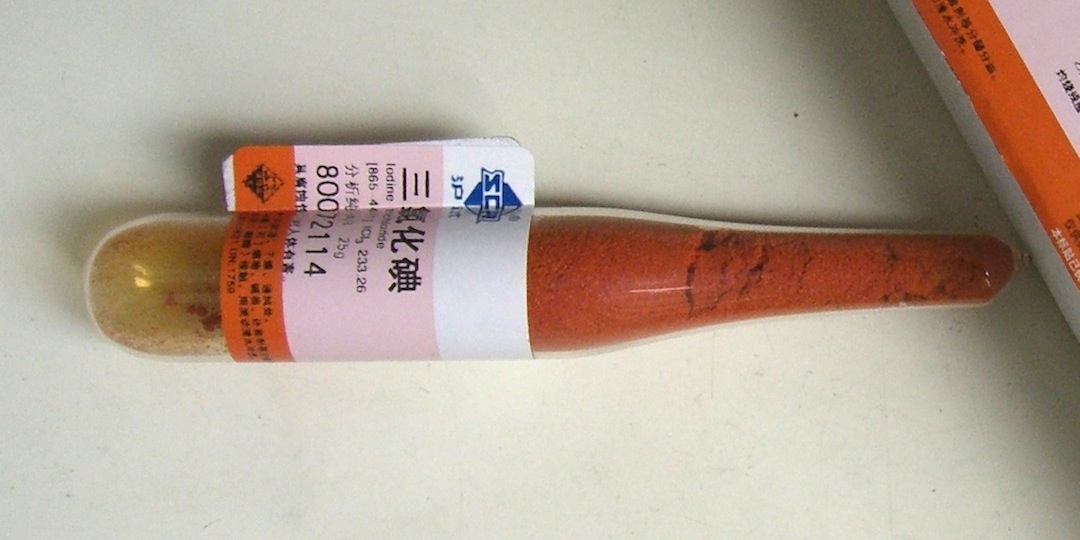
Хлорид йоду (ICl_{3})_{2}

До існуючих чотириатомних інтергалогенідів відносяться: ClF3, BrF3, IF3, ICl3. Останній представник, хлорид йоду(III), набуває стабільності у димерній формі (I2Cl6).
|                  | ClF3                      | BrF3                   | IF3                   | (ICl3)2                |
| ---------------- | ------------------------- | ---------------------- | --------------------- | ---------------------- |
| Вигляд           | Безбарвний газ або рідина | Солом'яно-жовта рідина | Тверда жовта речовина | Яскраво-жовта речовина |
| Тпл, °C          | -76,3                     | 8,8                    | —                     | 101 (при 16 атм)       |
| Ткип, °C         | 11,8                      | 125,8                  | —                     | —                      |
| ΔHf298, кДж/моль | -164 (газ)                | -301 (рідина)          | -485 (теоретично)     | -89,3                  |

Ряд наведених тетраатомних сполук можна доповнити сполуками IFCl2 і IF2Cl, щодо яких є дані про можливість існування.

### Шестиатомні сполуки

Будова молекули BrF_{5}

Шість атомів містять лише три міжгалогенні сполуки і всі вони є флуоридами: ClF5, BrF5, IF5.
|                  | ClF5           | BrF5             | IF5              |
| ---------------- | -------------- | ---------------- | ---------------- |
| Вигляд           | Безбарвний газ | Безбарвна рідина | Безбарвна рідина |
| Тпл, °C          | -103           | -60,5            | 9,4              |
| Ткип, °C         | -13,1          | 41,3             | 104,5            |
| ΔHf298, кДж/моль | -255 (газ)     | -458,6 (рідина)  | -885 (рідина)    |

### Восьмиатомні сполуки

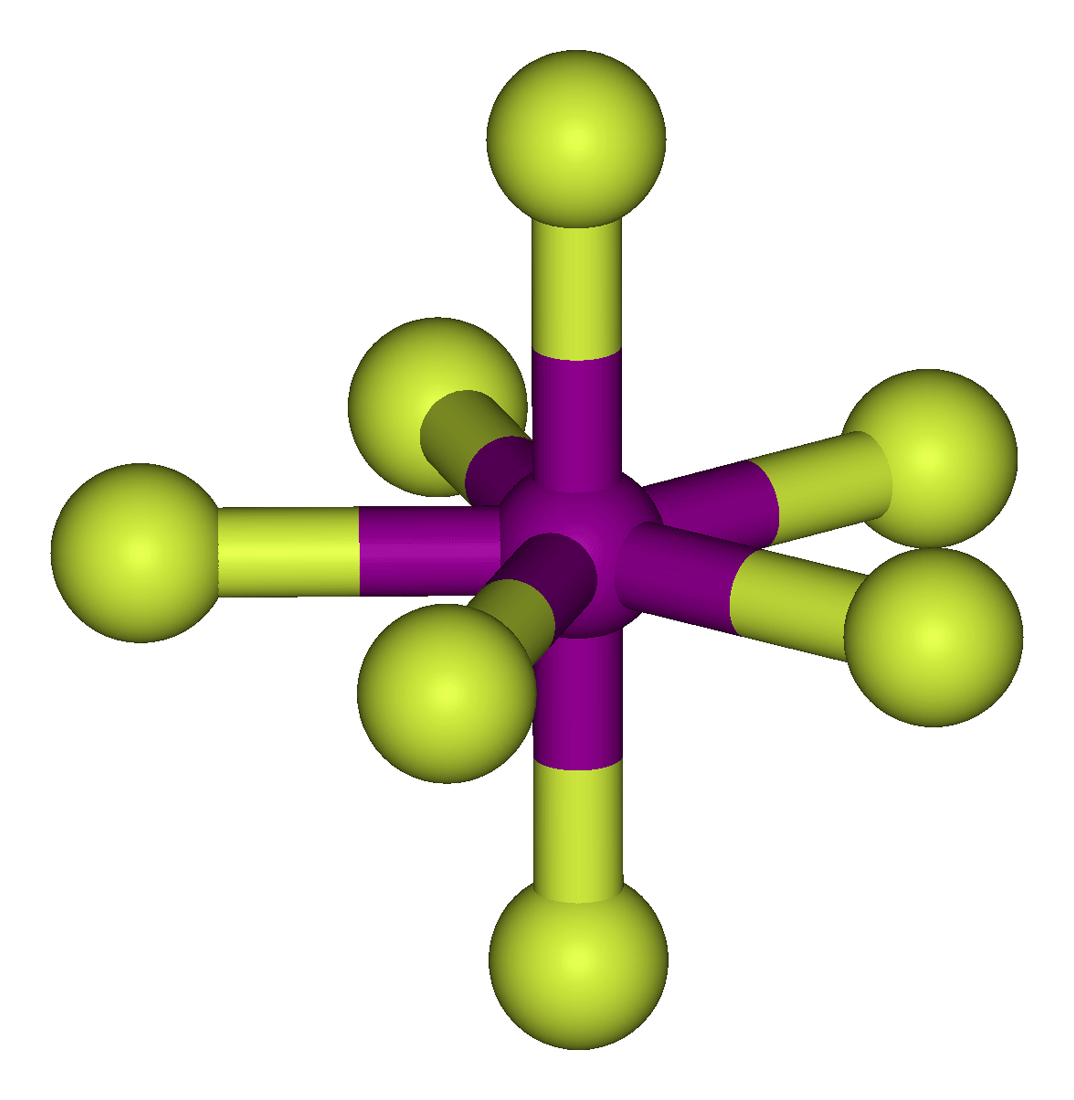
Модель молекули IF_{7}

Єдиним восьмиатомним інтергалогенідом є флуорид йоду IF7.
|                  | IF7                                             |
| ---------------- | ----------------------------------------------- |
| Вигляд           | Безбарвний газ, без. рідина, безб. тв. речовина |
| Тпл, °C          | 6,5 (потрійна точка)                            |
| Ткип, °C         | 4,8 (сублімує)                                  |
| ΔHf298, кДж/моль | -962                                            |

## Отримання
Міжгалогенні сполуки можна отримати прямою взаємодією простих речовин у відповідних пропорціях:
{\displaystyle \mathrm {Cl_{2}+F_{2}{\xrightarrow {250^{o}C}}\ 2ClF} }
{\displaystyle \mathrm {Cl_{2}+3F_{2}{\xrightarrow {250^{o}C}}\ 2ClF_{3}} } (фтор у надлишку)
{\displaystyle \mathrm {I_{2}+Cl_{2}{\xrightarrow {250^{o}C}}\ 2ICl} } (зріджений хлор)
{\displaystyle \mathrm {I_{2}+3Cl_{2}{\xrightarrow {250^{o}C}}\ 2ICl_{3}} } (зріджений хлор у надлишку)
{\displaystyle \mathrm {Br_{2}+5F_{2}\longrightarrow \ 2BrF_{5}} } (фтор у надлишку)
{\displaystyle \mathrm {2At+Cl_{2}\longrightarrow 2AtCl} }
Із наявних інтергалогенідів подальшим галогенуванням можна синтезувати вищі представники:
{\displaystyle \mathrm {ClF+F_{2}\longrightarrow ClF_{3}} }
{\displaystyle \mathrm {ClF_{3}+F_{2}{\xrightarrow {350^{o}C}}ClF_{5}} } (фтор у надлишку)
{\displaystyle \mathrm {IF_{5}+F_{2}{\xrightarrow {270^{o}C}}\ IF_{7}} }
Аналогічно можливе утворення нижчих і представників:
{\displaystyle \mathrm {Cl_{2}+ClF_{3}{\xrightarrow {250-350^{o}C}}\ 3ClF} }
Окремими способами є синтези вищих сполук з галогенідів металів:
{\displaystyle \mathrm {8F_{2}+PbI_{2}\longrightarrow 2IF_{7}+PbF_{2}} }
{\displaystyle \mathrm {3I_{2}+5AgF\longrightarrow IF_{5}+5AgF} }

## Хімічні властивості
Міжгалогенні сполуки є більш реакційноздатними, аніж галогени, оскільки зв'язок між різними атомами слабший за відповідний моноатомний. Та незважаючи на це, їхні властивості значною мірою ідентичні.
Реакційна здатність найбільш активних представників інтергалогенідів знижується у ряді ClF3 > BrF3 > IF7 > BrF5 > IF5 > BrF.
Інтергалогеніди є сильними окисниками, окиснюють більшість металів, утворюючи галогенід або їхню суміш:
{\displaystyle \mathrm {W+6ClF\longrightarrow WF_{6}+3Cl_{2}} }
{\displaystyle \mathrm {U+3ClF_{3}\longrightarrow UCl_{6}+3ClF} }
{\displaystyle \mathrm {2Na+ICl\longrightarrow NaI+NaCl} }
Реакції з оксидами (в тому числі зі складними) проходять із утворенням відповідних галогенідів і виділенням кисню:
{\displaystyle \mathrm {2B_{2}O_{3}+4BrF_{3}\longrightarrow 4BF_{3}+2Br_{2}+3O_{2}} }
{\displaystyle \mathrm {KAlSi_{3}O_{8}+BF_{5}{\xrightarrow {450^{o}C}}KF+AlF_{3}+3SiF_{4}+8BF_{3}+4O_{2}} }
У водних розчинах вони гідролізуються до галогенідної та оксогалогенової кислот (в залежності від ступеня окиснення):
{\displaystyle \mathrm {ICl+H_{2}O\longrightarrow HCl+HIO} }
{\displaystyle \mathrm {BrF_{5}+3H_{2}O\longrightarrow 5HF+HBrO_{3}} }
{\displaystyle \mathrm {IF_{7}+6H_{2}O\longrightarrow 7HF+H_{5}IO_{6}} }
Міжгалогенові сполуки у рідкому стані дисоціюють на катіонну і аніонну частки:
{\displaystyle \mathrm {2ICl\leftrightarrows I^{+}+{ICl_{2}}^{-}} }
{\displaystyle \mathrm {2BF_{3}\leftrightarrows \ [BF_{2}]^{+}+[BrF_{4}]^{-}} }
{\displaystyle \mathrm {2IF_{5}\leftrightarrows \ [IF_{4}]^{+}+[IF_{6}]^{-}} }
Ця властивість дає їм змогу брати участь у реакціях як у формі кислоти Льюїса, так і у формі основи:
{\displaystyle \mathrm {NOF+ClF_{3}\longrightarrow [NO]^{+}[ClF_{4}]^{-}} }
{\displaystyle \mathrm {BF_{3}+ClF_{3}\longrightarrow [ClF_{2}]^{+}[BF_{4}]^{-}} }
Двоатомні міжгалогенні сполуки аналогічно до галогенів беруть у часть у реакціях приєднання за подвійними зв'язками:
{\displaystyle \mathrm {ICl+{-}CH{=}CH{-}\longrightarrow {-}CHI{-}CHCl{-}} }
{\displaystyle \mathrm {CH_{2}{=}CH_{2}+BrCl\longrightarrow CHBr{-}CHCl} }
Продуктом взаємодії з галогенідами металів є полігалогеніди — сполуки, де аніон складається виключно з атомів галогенів:
{\displaystyle \mathrm {BrCl+CsI\longrightarrow CsIBrCl} }
{\displaystyle \mathrm {ICl_{3}+KCl\longrightarrow KICl_{4}} }

## Застосування
Хлорид йоду ICl застосовується у визначенні йодного числа (вмісту ненасичених органічних сполук), а також як агент йодування і хлорування (в залежності від середовища). Рідкі BF3 і ClF3 використовуються для отримання флуоридів багатьох металів. Разом з ICl вони також є реагентами для отримання полігалогенідів. Флуорид BF5 є окисником палива.